# Магашли-Алмантаєво
Магашли́-Алманта́єво (рос. Магашлы-Алмантаево, башк. Мағашлы-Алмантай) — присілок у складі Балтачевського району Башкортостану, Росія. Входить до складу Нижньосікіязовської сільської ради.
Населення — 248 осіб (2010; 293 у 2002).
Національний склад:
- марійці — 70 %